# Pseudoplapoderus charlottae
Pseudoplapoderus charlottae es una especie de coleóptero de la familia Attelabidae.

## Distribución geográfica
Habita en la China.